# Mistrovství Evropy juniorů v ledním hokeji 1980
Mistrovství Evropy juniorů v ledním hokeji 1980 byl 13. ročník této soutěže. Turnaj hostilo od 1. do 7. dubna československé město Hradec Králové, několik zápasů se odehrálo i v Pardubicích. Hráli na něm hokejisté narození v roce 1962 a mladší.

## Výsledky

### Základní skupiny
| Poř. | Tým     | TCH  | SWE | POL | NOR  | Z | V | R | P | Skóre | B |
| 1.   | ČSSR    | —    | 7:1 | 9:2 | 11:3 | 3 | 3 | 0 | 0 | 27:6  | 6 |
| 2.   | Švédsko | 1:7  | —   | 7:2 | 9:0  | 3 | 2 | 0 | 1 | 17:9  | 4 |
| 3.   | Polsko  | 2:9  | 2:7 | —   | 6:4  | 3 | 1 | 0 | 2 | 10:20 | 2 |
| 4.   | Norsko  | 3:11 | 0:9 | 4:6 | —    | 3 | 0 | 0 | 3 | 7:26  | 0 |

| Poř. | Tým           | URS  | FIN | GER  | SUI  | Z | V | R | P | Skóre | B |
| 1.   | Sovětský svaz | —    | 9:2 | 12:3 | 13:1 | 3 | 3 | 0 | 0 | 34:6  | 6 |
| 2.   | Finsko        | 2:9  | —   | 9:3  | 5:2  | 3 | 2 | 0 | 1 | 16:14 | 4 |
| 3.   | SRN           | 3:12 | 3:9 | —    | 4:3  | 3 | 1 | 0 | 2 | 10:24 | 2 |
| 4.   | Švýcarsko     | 1:13 | 2:5 | 3:4  | —    | 3 | 0 | 0 | 3 | 6:22  | 0 |

### Skupiny o konečné umístění
Vzájemné výsledky ze základních skupin se započetly celkům i do skupin o konečné umístění.
| Poř. | Tým           | URS   | TCH   | SWE   | FIN   | Z | V | R | P | Skóre | B |
| 1.   | Sovětský svaz | —     | 3:2   | 5:1   | (9:2) | 3 | 3 | 0 | 0 | 17:5  | 6 |
| 2.   | ČSSR          | 2:3   | —     | (7:1) | 6:3   | 3 | 2 | 0 | 1 | 15:7  | 4 |
| 3.   | Švédsko       | 1:5   | (1:7) | —     | 3:1   | 3 | 1 | 0 | 2 | 5:13  | 2 |
| 4.   | Finsko        | (2:9) | 3:6   | 1:3   | —     | 3 | 0 | 0 | 3 | 6:18  | 0 |

| Poř. | Tým       | GER   | POL   | SUI   | NOR   | Z | V | R | P | Skóre | B |
| 5.   | SRN       | —     | 8:3   | (4:3) | 8:3   | 3 | 3 | 0 | 0 | 20:9  | 6 |
| 6.   | Polsko    | 3:8   | —     | 5:2   | (6:4) | 3 | 2 | 0 | 1 | 14:14 | 4 |
| 7.   | Švýcarsko | (3:4) | 2:5   | —     | 8:3   | 3 | 1 | 0 | 2 | 13:12 | 2 |
| 8.   | Norsko    | 3:8   | (4:6) | 3:8   | —     | 3 | 0 | 0 | 3 | 10:22 | 0 |

 Norsko sestoupilo z elitní skupiny.

## Turnajová ocenění
|                            | Brankář            | Obránce          | Obránce          | Útočníci         | Útočníci         | Útočníci         |
| -------------------------- | ------------------ | ---------------- | ---------------- | ---------------- | ---------------- | ---------------- |
| Ceny direktoriátu IIHF     | Vitālijs Samoilovs | Vladimír Ťurikov | Vladimír Ťurikov | Kamil Přecechtěl | Kamil Přecechtěl | Kamil Přecechtěl |
| All-Star Tým (podle médií) | Jiří Steklík       | Peter Andersson  | Igor Stělnov     | Jiří Dudáček     | Alexandr Spirin  | Sergej Jašin     |

### Produktivita
|                  | G  | A | B  |
| ---------------- | -- | - | -- |
| Sergej Jašin     | 7  | 7 | 14 |
| Michail Zacharov | 10 | 2 | 12 |
| Alexandr Spirin  | 9  | 2 | 11 |
| Dieter Hegen     | 6  | 4 | 10 |
| Jiří Dudáček     | 7  | 1 | 8  |

## Mistři Evropy - SSSR
Brankáři: Sergej Kustjukov, Vitālijs Samoilovs

Obránci: Konstantin Kurašov, Andrej Čisťjakov, Igor Stělnov, Jevgenij Bělov, Igor Frolov, Vladimir Ťurikov, Jurij Demin

Útočníci: Valerij Chudožnikov, Jurij Šipicyn, Michail Zacharov, Jevgenij Roščin, Sergej Jašin, Alexandr Spirin, Viktor Loginov, Sergej Odincov, Sergej Kudašov, Vladimir Anisimov, Anatolij Semjonov.

## Československá reprezentace
Brankáři: Jiří Steklík, Jaroslav Linc

Obránci: Josef Konyarik, Radek Radvan, Petr Kasík, Mojmír Božík, Václav Baďouček, Vladimír Kadlec, Antonín Stavjaňa

Útočníci: Jiří Dudáček, Kamil Přecechtěl, Miroslav Ihnačák, Jiří Šejba, Jaroslav Hauer, Josef Metlička, Vladimír Svitek, Petr Kroupa, Tomáš Jelínek, Milan Eberle, Ivan Dornič.

## Zajímavosti
- Útočník Vladimír Růžička, jedna z největších hvězd v této věkové kategorii, chyběl kvůli zranění ze závěrečného soustředění před mistrovstvím.[1]

- Kvůli šampionátu byla v Hradci vybudována druhá ledová plocha, ovšem tehdy ještě bez plexiskel.[2]

## Nižší skupiny

### B skupina
Šampionát B skupiny se odehrál v Jesenicích v Jugoslávii, postup na mistrovství Evropy juniorů 1981 si vybojovali Rakušané. Naopak sestoupili
Nizozemci.
1.  Rakousko

2.  Jugoslávie

3.  Bulharsko

4.  Rumunsko

5.  Francie

6.  Itálie

7.  Maďarsko

8.  Nizozemí

### C skupina
Šampionát C skupiny se odehrál ve Frederikshavnu v Dánsku, vyhráli jej domácí.
1.  Dánsko

2.  Velká Británie

3.  Belgie